# Hot Lips Page
Hot Lips Page, pseudonimo di Oran Thaddeus Page (Dallas, 27 gennaio 1908 – New York, 4 novembre 1954), è stato un trombettista e cantante statunitense.
Conosciuto come solista e cantante dalla potente voce, Oran “'Hot Lips'” Page fu uno dei più grandi trombettisti jazz del midwest. Educato alla musica dalla madre, insegnante di piano, Page a dodici anni suonava già la tromba, il sassofono e il clarinetto. Le sue prime apparizioni come musicista professionista datano alla metà degli anni 1920, quando da giovane Page viaggiò per il Southwest accompagnando cantanti blues come Ma Rainey, Bessie Smith e Ida Cox, con cui si spinse fino ad Atlanta e New York.
La sua influenza principale era Louis Armstrong, oltre a trombettisti locali quali Harry Smith (Kansas City) e Benno Kennedy (San Antonio) che Page stesso ricordò in diverse occasioni. Dal 1928 al 1931 Page fu un membro dei leggendari Blue Devils; nel 1932 si unì all'orchestra di Bennie Moten. Nel 1935 (dopo la morte di Moten), Page, come altri musicisti dell'orchestra di Moten, si trasferì a Kansas City dove si esibiva con piccoli gruppi. Allo stesso tempo, Page lavorava al Reno Club, nella parte centrale di Kansas City assieme a Jimmy Rushing e al primo nucleo dell'orchestra di Count Basie. Nel 1936, alla vigilia del successo nazionale di Basie, Page si unì al manager di Louis Armstrong, Joe Glaser, e si trasferì a New York per intraprendere la carriera solistica, in cui però non realizzò mai un successo paragonabile a quello ottenuto come musicista d'orchestra.
Page rimase tuttavia una figura molto nota della scena jazz, soprattutto di quella di New York, in cui fu presente come leader di piccoli gruppi negli anni 1940 e 1950: esiste una sua registrazione del 1941, in una jam session al Minton's, in cui suona in uno stile protoboppistico. La sua cifra stilistica, comunque, rimase sempre quella dello swing, di cui era considerato un maestro: come tale si esibì anche in tre tour europei, nel 1949, 1951 e 1952.
La sua salute iniziò a declinare nel 1953: nel 1954 subì un infarto e fu ospedalizzato. Morì sette giorni dopo, per complicazioni insorte a causa di una polmonite, a soli 46 anni.

## Discografia selezionata
- The Chronological (1938-40) - Classics #561 [1991]
- The Chronological (1940-44) - Classics #809 [1995]
- The Chronological (1944-46) - Classics #950 [1997]